# Paralaophonte panamensis
Paralaophonte panamensis is een eenoogkreeftjessoort uit de familie van de Laophontidae. De wetenschappelijke naam van de soort is voor het eerst geldig gepubliceerd in 1982 door Mielke.